# Jacobiasca erythrinae
Jacobiasca erythrinae är en insektsart som beskrevs av Irena Dworakowska 1984. Jacobiasca erythrinae ingår i släktet Jacobiasca och familjen dvärgstritar.
Artens utbredningsområde är Singapore. Inga underarter finns listade i Catalogue of Life.